# Beware of Darkness
| Críticas profissionais                                                      | Críticas profissionais |
| Avaliações da crítica                                                       | Avaliações da crítica  |
| Fonte                                                                       | Avaliação              |
| --------------------------------------------------------------------------- | ---------------------- |
| allmusic                                                                    | [ 1 ]                  |
| Rock Hard                                                                   | [ 2 ]                  |
| Esta tabela precisa de ser acompanhada por texto em prosa. Consulte o guia. |                        |

Beware of Darkness é o segundo álbum de estúdio da banda norte-americana Spock's Beard, lançado em janeiro de 1996. É o primeiro álbum do grupo com o tecladista Ruy Okumoto.

## Contexto
Beware of Darkness foi o primeiro álbum do Spock's Beard escrito em grupo; o seu antecessor The Light foi todo escrito pelo vocalista, tecladista e guitarrista Neal Morse enquanto ele ainda formava a banda. Ao se preparar para as turnês, Neal percebeu que não conseguiria tocar todas as partes de teclado sozinho e Ryo Okumoto foi convidado a se juntar ao grupo.
A banda havia assinado com a Inside Out Music e tinham um orçamento de gravação pela primeira vez; isso os estimulou a buscar Kevin Gilbert para mixar algumas músicas. Como ele era muito caro para eles na época, acabou mixando apenas três faixas: "Thoughts", "Walking on the Wind" e "Time Has Come". Neal estava prestes a se encontrar com ele para remixar algumas canções quando ele foi encontrado morto.
O álbum foi batizado em homenagem à música homônima de George Harrison; uma versão dela aparece como abertura do disco. Contudo, Neal explicou que baseou sua interpretação na regravação de Leon Russell, e não na versão original.
"Thoughts", inspirada por Gentle Giant, é a primeira parte de uma sequência que continua em outras álbuns: V, do próprio Spock's Beard, e Momentum, um disco solo de Neal.

## Faixas
1. "Beware of Darkness" - 5:41
2. "Thoughts" - 7:10
3. "The Doorway" - 11:27
4. "Chatauqua" - 2:49
5. "Walking on the Wind" - 9:06
6. "Waste Away" - 5:26
7. "Time Has Come" - 16:33
8. "The Doorway (Home Demo)" - 10:26 (versão especial InsideOut Music, 2004)
9. "Beware of Darkness (Home Demo)" - 05:12 (versão especial InsideOut Music, 2004)

## Créditos
Créditos e comentários conforme site oficial.
- Neal Morse – vocal, piano, violão, sintetizador, bouzouki e partes chatas de guitarra
- Alan Morse – partes bem divertidas de guitarra (as realmente boas), vocal, violoncelo, imitação de Roddy McDowell
- Dave Meros – baixo, fuzz bass, baixo fretless
- Nick D'Virgilio – bateria, percussão, vocal
- Ryo Okumoto – órgão, mellotron